# Calendrier de la saison de cyclo-cross masculine 2013-2014
Navigation
2012-2013 2014-2015
Le calendrier de la saison de cyclo-cross masculine 2013-2014 regroupe des courses de cyclo-cross débutant le 7 septembre 2013 et finissant le 23 février 2014. Les épreuves individuelles sont classées en cinq catégories. La plus haute catégorie regroupe les épreuves de la coupe du monde (CDM), qui donne lieu à un classement. Derrière elles, on retrouve les courses de catégorie C1 et C2, qui attribuent des points pour le classement mondial, ensuite les courses réservées aux moins de 23 ans, appelés également espoirs (catégorie CU) et enfin les courses pour les juniors (catégorie CJ). On retrouve également les championnats nationaux (CN) qui sont organisés dans une vingtaine de pays.

## Classements UCI
Classement final
| #   | Coureur              | Pays       | Pts  |
| --- | -------------------- | ---------- | ---- |
| 1.  | Lars van der Haar    | Pays-Bas   | 1771 |
| 2.  | Sven Nys             | Belgique   | 1638 |
| 3.  | Niels Albert         | Belgique   | 1488 |
| 4.  | Kevin Pauwels        | Belgique   | 1462 |
| 5.  | Philipp Walsleben    | Allemagne  | 1454 |
| 6.  | Tom Meeusen          | Belgique   | 1414 |
| 7.  | Francis Mourey       | France     | 1388 |
| 8.  | Mathieu van der Poel | Pays-Bas   | 1326 |
| 9.  | Klaas Vantornout     | Belgique   | 1324 |
| 10. | Wout van Aert        | Belgique   | 1134 |
| 11. | Rob Peeters          | Belgique   | 1048 |
| 12. | Thijs van Amerongen  | Pays-Bas   | 884  |
| 13. | Enrico Franzoi       | Italie     | 780  |
| 14. | Bart Aernouts        | Belgique   | 738  |
| 15. | Jeremy Powers        | États-Unis | 728  |
| 16. | Corné van Kessel     | Pays-Bas   | 722  |
| 17. | Martin Bína          | Tchéquie   | 717  |
| 18. | Zdeněk Štybar        | Tchéquie   | 710  |
| 19. | Wietse Bosmans       | Belgique   | 606  |
| 20. | Marcel Meisen        | Allemagne  | 591  |

| #   | Nation      | Pts  |
| --- | ----------- | ---- |
| 1.  | Belgique    | 4588 |
| 2.  | Pays-Bas    | 3981 |
| 3.  | Allemagne   | 2461 |
| 4.  | France      | 2023 |
| 5.  | Tchéquie    | 1836 |
| 6.  | États-Unis  | 1817 |
| 7.  | Suisse      | 1575 |
| 8.  | Italie      | 1116 |
| 9.  | Espagne     | 885  |
| 10. | Slovaquie   | 856  |
| 11. | Royaume-Uni | 779  |
| 12. | Canada      | 614  |
| 13. | Pologne     | 567  |
| 14. | Japon       | 464  |
| 15. | Danemark    | 413  |
| 16. | Luxembourg  | 301  |
| 17. | Hongrie     | 270  |
| 18. | Portugal    | 260  |
| 18. | Irlande     | 260  |
| 20. | Australie   | 260  |

| #   | Nation      | Pts  |
| --- | ----------- | ---- |
| 1.  | Belgique    | 2266 |
| 2.  | Pays-Bas    | 1986 |
| 3.  | Tchéquie    | 803  |
| 4.  | France      | 644  |
| 5.  | États-Unis  | 642  |
| 6.  | Royaume-Uni | 313  |
| 7.  | Espagne     | 287  |
| 8.  | Canada      | 283  |
| 9.  | Suisse      | 249  |
| 10. | Italie      | 237  |
| 11. | Japon       | 234  |
| 12. | Allemagne   | 226  |
| 13. | Pologne     | 220  |
| 14. | Hongrie     | 200  |
| 15. | Irlande     | 200  |
| 16. | Portugal    | 200  |
| 17. | Australie   | 200  |
| 18. | Danemark    | 151  |
| 19. | Luxembourg  | 110  |
| 20. | Croatie     | 75   |

| #   | Nation     | Pts |
| --- | ---------- | --- |
| 1.  | Belgique   | 327 |
| 2.  | Tchéquie   | 154 |
| 3.  | France     | 120 |
| 4.  | Pays-Bas   | 105 |
| 5.  | États-Unis | 94  |
| 6.  | Espagne    | 37  |
| 7.  | Italie     | 20  |
| 8.  | Allemagne  | 17  |
| 9.  | Suisse     | 16  |
| 10. | Australie  | 16  |
| 11. | Pologne    | 12  |
| 12. | Canada     | 4   |
| 13. | Luxembourg | 2   |

## Calendrier

### Septembre
| Date | Course                                             | Classe | Vainqueur         | Équipe                         |
| ---- | -------------------------------------------------- | ------ | ----------------- | ------------------------------ |
| 7    | Nittany Lion Cross 1, Breinigsville                | C2     | Todd Wells        | Specialized                    |
| 8    | Nittany Lion Cross 2, Breinigsville                | C2     | Todd Wells        | Specialized                    |
| 14   | StarCrossed, Redmond                               | C2     | Jeremy Powers     | Rapha-Focus                    |
| 14   | Catamount Grand Prix 1, Williston                  | C2     | Timothy Johnson   | Cannondale-Cyclocrossworld.com |
| 15   | Süpercross Baden, Baden                            | C1     | Philipp Walsleben | BKCP-Powerplus                 |
| 15   | Steenbergcross juniors, Erpe-Mere                  | CJ     | Yannick Peeters   |                                |
| 15   | Steenbergcross, Erpe-Mere                          | C2     | Niels Albert      | BKCP-Powerplus                 |
| 15   | Catamount Grand Prix 2, Williston                  | C2     | Raphaël Gagné     | Rocky Mountain Factory         |
| 18   | Cross After Dark Series #1 - CrossVegas, Las Vegas | C1     | Sven Nys          | Crelan-Euphony                 |
| 21   | China International Cyclo-cross Event, Pékin       | C2     | Thijs Al          | Telenet-Fidea                  |
| 21   | Trek Cyclo-cross Collective Cup 1, Waterloo        | C2     | Jeremy Powers     | Rapha-Focus                    |
| 21   | Charm City Cross 1, Baltimore                      | C2     | Jonathan Page     | ENG VT                         |
| 22   | Trek Cyclo-cross Collective Cup 2, Waterloo        | C1     | Daniel Summerhill | K-Edge/Felt Bicycles           |
| 22   | Charm City Cross 2, Baltimore                      | C2     | Stephen Hyde      | JAM Fund/NCC                   |
| 28   | SOUDAL GP Neerpelt, Neerpelt                       | C2     | Niels Albert      | BKCP-Powerplus                 |
| 28   | Toi Toi Cup #1 Uničov, Uničov                      | C2     | Jakub Skála       | Cyklo Tábor                    |
| 28   | NEPCX #1 - Gran Prix of Gloucester 1, Gloucester   | C2     | Jeremy Powers     | Rapha-Focus                    |
| 29   | NEPCX #2 - Gran Prix of Gloucester 2, Gloucester   | C2     | Jeremy Powers     | Rapha-Focus                    |

### Octobre
| Date | Course                                                                               | Classe | Vainqueur              | Équipe                         |
| ---- | ------------------------------------------------------------------------------------ | ------ | ---------------------- | ------------------------------ |
| 5    | Toi Toi Cup #2 Kutná Hora, Kutná Hora                                                | C2     | Ondřej Bambula         | Cyklo Tábor                    |
| 5    | International Cyclocross Marikovská Dolina, Udiča                                    | C2     | Egoitz Murgoitio       | Grupo Hirumet Taldea           |
| 5    | Providence Cyclo-cross Festival 1, Providence                                        | CJ     | Peter Goguen           |                                |
| 5    | NEPCX #3 - Providence Cyclo-cross Festival 1, Providence                             | C1     | Jeremy Powers          | Rapha-Focus                    |
| 6    | International Cyclocross Financne centrum, Udiča                                     | C1     | Ondřej Bambula         | Cyklo Tábor                    |
| 6    | Crossquer, Dielsdorf                                                                 | C2     | Lars van der Haar      | Rabobank Development           |
| 6    | Providence Cyclo-cross Festival 2, Providence                                        | CJ     | Peter Goguen           |                                |
| 6    | NEPCX #4 - Providence Cyclo-cross Festival 2, Providence                             | C2     | Ben Berden             | Raleigh-Clement                |
| 12   | Toi Toi Cup #3 Milovice, Milovice                                                    | C2     | Tomáš Paprstka         | Remerx-Merida Team Kolin       |
| 12   | Grote Prijs van Brabant, Bois-le-Duc                                                 | C2     | Tom Meeusen            | Telenet-Fidea                  |
| 12   | Grote Prijs van Brabant, Bois-le-Duc                                                 | CJ     | Max Gulickx            |                                |
| 12   | Grand Prix de la Région wallonne, Dottignies                                         | C2     | Marcel Meisen          | Kwadro-Stannah                 |
| 12   | Colorado Cross Classic, Boulder                                                      | C2     | Ryan Trebon            | Cannondale-Cyclocrossworld.com |
| 13   | Trophée Banque Bpost juniors #1 - GP Mario De Clercq, Renaix                         | CJ     | Eli Iserbyt            | Young Telenet Fidea Team       |
| 13   | Trophée Banque Bpost espoirs #1 - GP Mario De Clercq, Renaix                         | CU     | Mathieu van der Poel   | IKO Enertherm-BKCP             |
| 13   | Trophée Banque Bpost #1 - GP Mario De Clercq, Renaix                                 | C1     | Sven Nys               | Crelan-Euphony                 |
| 13   | Challenge la France cycliste de cyclo-cross juniors #1, Saint-Étienne-lès-Remiremont | CJ     | Lucas Dubau            | Champagne-Ardenne              |
| 13   | Challenge la France cycliste de cyclo-cross espoirs #1, Saint-Étienne-lès-Remiremont | CU     | Clément Venturini      | Rhône-Alpes                    |
| 13   | Challenge la France cycliste de cyclo-cross #1, Saint-Étienne-lès-Remiremont         | C2     | Francis Mourey         | FDJ.fr                         |
| 13   | National Trophy Series #1 - Abergavenny, Abergavenny                                 | C2     | Paul Oldham            | Hope Factory Racing            |
| 13   | GP-5-Sterne-Region, Beromünster                                                      | C2     | Marcel Wildhaber       | Scott-Swisspower MTB Racing    |
| 13   | Boulder Cup, Boulder                                                                 | C2     | Jeremy Powers          | Rapha-Focus                    |
| 17   | Kermiscross, Ardooie                                                                 | C2     | Klaas Vantornout       | Sunweb-Napoleon Games          |
| 19   | Ellison Park Cyclocross 1, Rochester                                                 | C2     | Raphaël Gagné          | Rocky Mountain Factory         |
| 20   | Coupe du monde juniors #1, Fauquemont                                                | CJ     | Lucas Dubau            | France                         |
| 20   | Coupe du monde espoirs #1, Fauquemont                                                | CU     | Michael Vanthourenhout | Belgique                       |
| 20   | Coupe du monde #1, Fauquemont                                                        | CDM    | Lars van der Haar      | Rabobank Development           |
| 20   | Ellison Park Cyclocross 2, Rochester                                                 | C2     | Raphaël Gagné          | Rocky Mountain Factory         |
| 22   | Kiremko Nacht van Woerden, Woerden                                                   | C2     | Marcel Meisen          | Kwadro-Stannah                 |
| 26   | Coupe du monde juniors #2, Tábor                                                     | CJ     | Adam Toupalik          | République tchèque             |
| 26   | Coupe du monde espoirs #2, Tábor                                                     | CU     | Mathieu van der Poel   | Pays-Bas                       |
| 26   | Coupe du monde #2, Tábor                                                             | CDM    | Lars van der Haar      | Rabobank Development           |
| 26   | Gateway Cross Cup 1, Saint-Louis                                                     | C2     | Ben Berden             | Raleigh-Clement                |
| 27   | Superprestige juniors #1, Ruddervoorde                                               | CJ     | Yannick Peeters        |                                |
| 27   | Superprestige espoirs #1, Ruddervoorde                                               | CU     | Mathieu van der Poel   | IKO Enertherm-BKCP             |
| 27   | Superprestige #1, Ruddervoorde                                                       | C1     | Klaas Vantornout       | Sunweb-Napoleon Games          |
| 27   | Grand-Prix de la Commune de Contern juniors, Contern                                 | CJ     | Jens Teirlinck         |                                |
| 27   | Grand-Prix de la Commune de Contern, Contern                                         | C2     | Patrick Gaudy          | Team Barracuda                 |
| 27   | 52. Internationales Radquer Steinmaur, Steinmaur                                     | C2     | Francis Mourey         | FDJ.fr                         |
| 27   | XXI Cyclo-cross de Karrantza juniors, Karrantza                                      | CJ     | Raúl Fernández         |                                |
| 27   | XXI Cyclo-cross de Karrantza, Karrantza                                              | C2     | Aitor Hernández        | Orbea                          |
| 27   | Gateway Cross Cup 2, Saint-Louis                                                     | C2     | Ben Berden             | Raleigh-Clement                |

### Novembre
| Date | Course                                                              | Classe | Vainqueur              | Équipe                         |
| ---- | ------------------------------------------------------------------- | ------ | ---------------------- | ------------------------------ |
| 1    | Trophée Banque Bpost juniors #2 - Koppenbergcross, Audenarde        | CJ     | Yannick Peeters        |                                |
| 1    | Trophée Banque Bpost espoirs #2 - Koppenbergcross, Audenarde        | CU     | Laurens Sweeck         | Kwadro-Stannah                 |
| 1    | Trophée Banque Bpost #2 - Koppenbergcross, Audenarde                | C1     | Tom Meeusen            | Telenet-Fidea                  |
| 1    | Cyclo-cross international de Marle, Marle                           | C2     | Francis Mourey         | FDJ.fr                         |
| 1    | Cincy3 Darkhorse Cyclo-Stampede, Covington                          | C2     | Ryan Trebon            | Cannondale-Cyclocrossworld.com |
| 2    | Cincy3 Lionhearts International-Cross After Dark, Mason             | C1     | Timothy Johnson        | Cannondale-Cyclocrossworld.com |
| 2    | Cincy3 Lionhearts International-Cross After Dark juniors, Mason     | CJ     | David Lombardo         |                                |
| 2    | NEPCX #5 - The Cycle-Smart International 1, Northampton             | C2     | Raphaël Gagné          | Rocky Mountain Factory         |
| 3    | Championnat d'Europe de cyclo-cross juniors, Mladá Boleslav         | CC     | Yannick Peeters        | Belgique                       |
| 3    | Championnat d'Europe de cyclo-cross moins de 23 ans, Mladá Boleslav | CC     | Michael Vanthourenhout | Belgique                       |
| 3    | Superprestige juniors #2, Zonhoven                                  | CJ     | Thomas Joseph          |                                |
| 3    | Superprestige espoirs #2, Zonhoven                                  | CU     | Mike Teunissen         | Rabobank Development           |
| 3    | Superprestige #2, Zonhoven                                          | C1     | Sven Nys               | Crelan-Euphony                 |
| 3    | National Trophy Series #2 - Southampton, Southampton                | C2     | Paul Oldham            | Hope Factory Racing            |
| 3    | Int. Radquerfeldein Lambach/Stadl-Paura, Stadl-Paura                | C2     | Enrico Franzoi         | Elettroveneta-corratec         |
| 3    | NEPCX #6 - The Cycle-Smart International 2, Northampton             | C2     | Shawn Milne            | 5 Hour Energy                  |
| 3    | Cincy3 Harbin Park juniors, Cincinnati                              | CJ     | Cooper Willsey         |                                |
| 3    | Cincy3 Harbin Park, Cincinnati                                      | C2     | Timothy Johnson        | Cannondale-Cyclocrossworld.com |
| 9    | Toi Toi Cup #4 Hlinsko, Hlinsko                                     | C2     | Michael Boroš          | Cyklo Tábor                    |
| 9    | Internationales Cross Wochenende Wiesbaden, Wiesbaden               | C2     | Francis Mourey         | FDJ.fr                         |
| 9    | MudFund Derby City Cup 1 juniors, Louisville                        | CJ     | Austin Vincent         |                                |
| 9    | MudFund Derby City Cup 1, Louisville                                | C1     | Ryan Trebon            | Cannondale-Cyclocrossworld.com |
| 10   | Superprestige juniors #3, Hamme-Zogge                               | CJ     | Yannick Peeters        |                                |
| 10   | Superprestige espoirs #3, Hamme-Zogge                               | CU     | Mathieu van der Poel   | IKO Enertherm-BKCP             |
| 10   | Superprestige #3, Hamme-Zogge                                       | C1     | Niels Albert           | BKCP-Powerplus                 |
| 10   | GGEW City Cross Cup juniors, Lorsch                                 | CJ     | Ludwig Cords           |                                |
| 10   | GGEW City Cross Cup, Lorsch                                         | C1     | Francis Mourey         | FDJ.fr                         |
| 10   | Cyclo-cross International Rennaz, Rennaz                            | C2     | Clément Venturini      | Vulco-VC Vaulx-en-Velin        |
| 10   | Cyclo-cross Interternational Podbrezova, Podbrezová                 | C2     | Martin Haring          | CK Banská Bystrica             |
| 10   | MudFund Derby City Cup 2 juniors, Louisville                        | CJ     | Cooper Willsey         |                                |
| 10   | MudFund Derby City Cup 2, Louisville                                | C2     | Jeremy Powers          | Rapha-Focus                    |
| 10   | HPCX, Jamesburg                                                     | C2     | Cameron Dodge          | Scott cross Team               |
| 11   | SOUDAL Jaarmarktcross Niel, Niel                                    | C2     | Sven Nys               | Crelan-Euphony                 |
| 15   | The Jingle Cross Rock - Rock 1, Iowa                                | C2     | Jeremy Powers          | Rapha-Focus                    |
| 16   | Shinshu Cyclocross Nobeyama Kogen espoirs, Nobeyama Station-Nagano  | CU     | Kota Yokoyama          |                                |
| 16   | Shinshu Cyclocross Nobeyama Kogen Round 1, Nobeyama Station-Nagano  | C2     | Yu Takenouchi          | Colba-Superano Ham             |
| 16   | Trophée Banque Bpost espoirs #3 - GP d'Hasselt, Hasselt             | CU     | Wout van Aert          | Telenet-Fidea                  |
| 16   | Trophée Banque Bpost #3 - GP d'Hasselt, Hasselt                     | C1     | Sven Nys               | Crelan-Euphony                 |
| 16   | Toi Toi Cup #5 Holé Vrchy, Holé Vrchy                               | C2     | Vojtěch Nipl           | Cycling team Znojmo            |
| 16   | The Jingle Cross Rock - Rock 2, Iowa                                | C2     | Jeremy Powers          | Rapha-Focus                    |
| 17   | Shinshu Cyclocross Nobeyama Kogen Round 2, Nobeyama Station-Nagano  | C2     | Yu Takenouchi          | Colba-Superano Ham             |
| 17   | Superprestige juniors #4, Gavere                                    | CJ     | Yannick Peeters        |                                |
| 17   | Superprestige espoirs #4, Gavere                                    | CU     | Wout van Aert          | Telenet-Fidea                  |
| 17   | Superprestige #4, Gavere                                            | C1     | Sven Nys               | Crelan-Euphony                 |
| 17   | Challenge la France cycliste de cyclo-cross juniors #2, Quelneuc    | CJ     | Odrian Champossin      | Le Las Cyclisme                |
| 17   | Challenge la France cycliste de cyclo-cross espoirs #2, Quelneuc    | CU     | Clément Venturini      | Rhône-Alpes                    |
| 17   | Challenge la France cycliste de cyclo-cross #2, Quelneuc            | C2     | Francis Mourey         | FDJ.fr                         |
| 17   | National Trophy Series #3, Durham                                   | C2     | Paul Oldham            | Hope Factory Racing            |
| 17   | Flückiger Cross Madiswil, Madiswil                                  | C2     | Lukas Flückiger        | BMC Mountain bike Racing Team  |
| 17   | The Jingle Cross Rock - Rock 3, Iowa                                | C1     | Timothy Johnson        | Cannondale-Cyclocrossworld.com |
| 23   | Coupe du monde juniors #3, Coxyde                                   | CJ     | Kobe Goossens          | Belgique                       |
| 23   | Coupe du monde espoirs #3, Coxyde                                   | CU     | Mathieu van der Poel   | Pays-Bas                       |
| 23   | Coupe du monde #3, Coxyde                                           | CDM    | Niels Albert           | BKCP-Powerplus                 |
| 23   | Super Cross Cup 1, Stony Point, New York                            | C2     | Timothy Johnson        | Cannondale-Cyclocrossworld.com |
| 24   | Kansai Cyclo Cross Yasu Round, Yasu                                 | C1     | Yu Takenouchi          | Colba-Superano Ham             |
| 24   | Superprestige juniors #5, Gieten                                    | CJ     | Yannick Peeters        |                                |
| 24   | Superprestige espoirs #5, Gieten                                    | CU     | Mathieu van der Poel   | IKO Enertherm-BKCP             |
| 24   | Superprestige #5, Gieten                                            | C1     | Niels Albert           | BKCP-Powerplus                 |
| 24   | Int. Radquer Hittnau, Hittnau                                       | C1     | Enrico Franzoi         | Elettroveneta-corratec         |
| 24   | Super Cross Cup 2, Stony Point, New York                            | C2     | Timothy Johnson        | Cannondale-Cyclocrossworld.com |
| 30   | Baystate Cyclo-cross, Sterling                                      | C2     | Jeremy Powers          | Rapha-Focus                    |
| 30   | CXLA Weekend: Day 1 - Cross After Dark juniors, Los Angeles         | CJ     | Maxx Chance            |                                |
| 30   | CXLA Weekend: Day 1 - Cross After Dark, Los Angeles                 | C2     | Ryan Trebon            | Cannondale-Cyclocrossworld.com |

### Décembre
| Date | Course                                                              | Classe | Vainqueur            | Équipe                                  |
| ---- | ------------------------------------------------------------------- | ------ | -------------------- | --------------------------------------- |
| 1    | National Trophy Series #4, Milton Keynes                            | C2     | Ian Field            | Hargroves Cycles                        |
| 1    | Cyclo-cross Sion-Valais, Sion                                       | C2     | Julien Taramarcaz    | BMC Mountainbike Racing                 |
| 1    | Tage des Querfeldeinsports, Ternitz                                 | C2     | Martin Haring        | CK Banská Bystrica                      |
| 1    | Bryksy Cross juniors, Gościęcin                                     | CJ     | Roman Lehký          |                                         |
| 1    | Bryksy Cross, Gościęcin                                             | C2     | Róbert Gavenda       | Dukla Trenčín Trek                      |
| 1    | BC Grand Prix of Cyclo-cross, Surrey                                | C2     | Geoff Kabush         | Scott-3Rox Racing                       |
| 1    | Baystate Cyclo-cross - NECX, Sterling                               | C2     | Jeremy Durrin        | Team Optum p/b Kelly Benefit Strategies |
| 1    | CXLA Weekend: Day 2 juniors, Los Angeles                            | CJ     | Maxx Chance          |                                         |
| 1    | CXLA Weekend: Day 2, Los Angeles                                    | C2     | Ben Berden           | Raleigh-Clement                         |
| 7    | SOUDAL Scheldecross Anvers, Anvers                                  | C1     | Niels Albert         | BKCP-Powerplus                          |
| 7    | Toi Toi Cup #6 Kolín, Kolín                                         | C2     | Tomáš Paprstka       | Remerx-Merida Team Kolin                |
| 7    | Deschutes Brewery Cup juniors, Bend                                 | CJ     | Nolan Brady          |                                         |
| 7    | Deschutes Brewery Cup, Bend                                         | C1     | Timothy Johnson      | Cannondale-Cyclocrossworld.com          |
| 7    | NEPCX #7 - NBX Gran Prix of Cross - Day 1, Warwick                  | C2     | Justin Lindine       | Redline Team                            |
| 8    | Druivencross, Overijse                                              | C1     | Sven Nys             | Crelan-Euphony                          |
| 8    | Ciclocross del Ponte juniors, Faè di Oderzo                         | CJ     | Stefano Sala         |                                         |
| 8    | Ciclocross del Ponte, Faè di Oderzo                                 | C2     | Francis Mourey       | FDJ.fr                                  |
| 8    | XXXVII Ziklo Kross Igorre juniors, Igorre                           | CJ     | Gotzon Martín        |                                         |
| 8    | XXXVII Ziklo Kross Igorre, Igorre                                   | C2     | Aitor Hernández      | Orbea                                   |
| 8    | NEPCX #8 - NBX Gran Prix of Cross - Day 2, Warwick                  | C2     | Shawn Milne          | 5 Hour Energy                           |
| 14   | Toi Toi Cup #7 Slaný, Slaný                                         | C2     | Michael Boroš        | Cyklo Tábor                             |
| 14   | North Carolina Grand Prix - Race 1, Hendersonville                  | C2     | Jeremy Powers        | Rapha-Focus                             |
| 15   | Cyclo-cross de Kalmthout juniors, Kalmthout                         | CJ     | Kobe Goossens        |                                         |
| 15   | Cyclo-cross de Kalmthout espoirs, Kalmthout                         | CU     | Mathieu van der Poel | IKO Enertherm-BKCP                      |
| 15   | Cyclo-cross de Kalmthout, Kalmthout                                 | C1     | Kevin Pauwels        | Sunweb-Napoleon Games                   |
| 15   | National Trophy Series #5 - Bradford, Bradford                      | C2     | Ian Field            | Hargroves Cycles                        |
| 15   | Cyclo-cross International Ciudad de Valence, Valence                | C2     | Aitor Hernández      | Orbea                                   |
| 15   | North Carolina Grand Prix - Race 2, Hendersonville                  | C2     | Jeremy Powers        | Rapha-Focus                             |
| 18   | GP De Ster, Saint-Nicolas                                           | C2     | Niels Albert         | BKCP-Powerplus                          |
| 21   | Trophée Banque Bpost espoirs #4 - GP Rouwmoer, Essen                | CU     | Wout van Aert        | Telenet-Fidea                           |
| 21   | Trophée Banque Bpost #4 - GP Rouwmoer, Essen                        | C1     | Kevin Pauwels        | Sunweb-Napoleon Games                   |
| 22   | Coupe du monde juniors #4, Namur                                    | CJ     | Yannick Peeters      | Belgique                                |
| 22   | Coupe du monde espoirs #4, Namur                                    | CU     | Wout van Aert        | Belgique                                |
| 22   | Coupe du monde #4, Namur                                            | CDM    | Francis Mourey       | FDJ.fr                                  |
| 26   | Coupe du monde juniors #5, Heusden-Zolder                           | CJ     | Adam Toupalik        | République tchèque                      |
| 26   | Coupe du monde espoirs #5, Heusden-Zolder                           | CU     | Mathieu van der Poel | Pays-Bas                                |
| 26   | Coupe du monde #5, Heusden-Zolder                                   | CDM    | Lars van der Haar    | Rabobank Development                    |
| 26   | Internationales Radquer Dagmersellen, Dagmersellen                  | C2     | Francis Mourey       | FDJ.fr                                  |
| 26   | Grand-Prix GEBA, Differdange                                        | C2     | Dave de Cleyn        | Team Thielemans                         |
| 27   | Azencross juniors, Loenhout                                         | CJ     | Adam Toupalik        |                                         |
| 27   | Trophée Banque Bpost espoirs #5 - Azencross, Loenhout               | CU     | Wout van Aert        | Telenet-Fidea                           |
| 27   | Trophée Banque Bpost #5 - Azencross, Loenhout                       | C1     | Sven Nys             | Crelan-Euphony                          |
| 28   | Versluys Cyclo-cross, Bredene                                       | C2     | Zdeněk Štybar        | Omega Pharma-Quick Step                 |
| 29   | Superprestige juniors #6, Diegem                                    | CJ     | Yannick Peeters      |                                         |
| 29   | Superprestige espoirs #6, Diegem                                    | CU     | Mathieu van der Poel | IKO Enertherm-BKCP                      |
| 29   | Superprestige #6, Diegem                                            | C1     | Sven Nys             | Crelan-Euphony                          |
| 29   | Challenge la France cycliste de cyclo-cross juniors #3, Flamanville | CJ     | Yan Gras             | Lorraine                                |
| 29   | Challenge la France cycliste de cyclo-cross espoirs #3, Flamanville | CU     | Clément Venturini    | Rhône-Alpes                             |
| 29   | Challenge la France cycliste de cyclo-cross #3, Flamanville         | C2     | Francis Mourey       | FDJ.fr                                  |

### Janvier
| Date | Course                                                         | Classe | Vainqueur            | Équipe                |
| ---- | -------------------------------------------------------------- | ------ | -------------------- | --------------------- |
| 1    | Trophée Banque Bpost juniors #3 - Grand Prix Sven Nys, Baal    | CJ     | Yannick Peeters      |                       |
| 1    | Trophée Banque Bpost espoirs #6 - Grand Prix Sven Nys, Baal    | CU     | Wout van Aert        | Telenet-Fidea         |
| 1    | Trophée Banque Bpost #6 - Grand Prix Sven Nys, Baal            | C1     | Sven Nys             | Crelan-AA Drink       |
| 1    | Grand Prix Hotel Threeland, Pétange                            | C2     | Sascha Weber         | Veranclassic-Doltcini |
| 2    | Internationale Centrumcross van Surhuisterveen, Surhuisterveen | C2     | Lars van der Haar    | Rabobank Development  |
| 5    | Coupe du monde juniors #6, Rome                                | CJ     | Adam Toupalik        | République tchèque    |
| 5    | Coupe du monde espoirs #6, Rome                                | CU     | Mathieu van der Poel | Pays-Bas              |
| 5    | Coupe du monde #6, Rome                                        | CDM    | Niels Albert         | BKCP-Powerplus        |
| 5    | National Trophy Series #6 - Shrewsbury, Shrewsbury             | C2     | Yorben Van Tichelt   | Sunweb-Napoleon Games |
| 5    | Championnats du monde de cyclo-cross Masters, Gossau           | CMM    |                      |                       |
| 5    | Kingsport Cyclo-cross Cup juniors, Kingsport                   | CJ     | Jonathan Anderson    |                       |
| 5    | Kingsport Cyclo-cross Cup, Kingsport                           | C2     | Zach McDonald        | Rapha-Focus           |
| 13   | Cyclocross Otegem, Otegem                                      | C2     | Wout van Aert        | Telenet-Fidea         |
| 18   | Internationale Cyclo-Cross Rucphen juniors, Rucphen            | CJ     | Jelle Schuermans     |                       |
| 18   | Internationale Cyclo-Cross Rucphen, Rucphen                    | C2     | Philipp Walsleben    | BKCP-Powerplus        |
| 18   | Kasteelcross Zonnebeke, Zonnebeke                              | C2     | Sven Nys             | Crelan-AA Drink       |
| 18   | 36° Gran Premio Mamma E Papa Guerciotti AM juniors, Milan      | CJ     | Manuel Todaro        |                       |
| 18   | 36° Gran Premio Mamma E Papa Guerciotti AM, Milan              | C2     | Jens Vandekinderen   | Telenet-Fidea         |
| 19   | SOUDAL Cyclocross Leuven, Louvain                              | C1     | Sven Nys             | Crelan-AA Drink       |
| 19   | Cyclo-cross International du Mingant, Lanarvily                | C2     | Francis Mourey       | FDJ.fr                |
| 19   | Grand Prix Möbel Alvisse juniors, Leudelange                   | CJ     | Yan Gras             |                       |
| 19   | Grand Prix Möbel Alvisse, Leudelange                           | C2     | Laurens Sweeck       | Kwadro-Stannah        |
| 26   | Coupe du monde juniors #7, Nommay                              | CJ     | Thijs Aerts          | Belgique              |
| 26   | Coupe du monde espoirs #7, Nommay                              | CU     | Wout van Aert        | Belgique              |
| 26   | Coupe du monde #7, Nommay                                      | CDM    | Tom Meeusen          | Telenet-Fidea         |
| 26   | XXV. Ispasterko Udala Sari Nagusia, Ispaster                   | C2     | Jim Aernouts         | Sunweb-Napoleon Games |

### Février
| Date | Épreuve                                                                    | Cat. | Vainqueur            | Équipe                |
| ---- | -------------------------------------------------------------------------- | ---- | -------------------- | --------------------- |
| 1    | Championnats du monde de cyclo-cross juniors, Hoogerheide                  | CJ   | Thijs Aerts          | Belgique              |
| 2    | Championnats du monde de cyclo-cross moins de 23 ans, Hoogerheide          | CU   | Wout van Aert        | Belgique              |
| 2    | Championnats du monde de cyclo-cross, Hoogerheide                          | CM   | Zdeněk Štybar        | République tchèque    |
| 5    | Parkcross Maldegem, Maldegem                                               | C2   | Sven Nys             | Crelan-AA Drink       |
| 8    | Trophée Banque Bpost espoirs #7 - Krawatencross, Lille                     | CU   | Wout van Aert        | Telenet-Fidea         |
| 8    | Trophée Banque Bpost #7 - Krawatencross, Lille                             | C1   | Sven Nys             | Crelan-AA Drink       |
| 9    | Superprestige juniors #7, Hoogstraten                                      | CJ   | Yannick Peeters      |                       |
| 9    | Superprestige espoirs #7, Hoogstraten                                      | CU   | Wout van Aert        | Telenet-Fidea         |
| 9    | Superprestige #7, Hoogstraten                                              | C1   | Sven Nys             | Crelan-AA Drink       |
| 15   | Superprestige juniors #8, Middelkerke                                      | CJ   | Johan Jacobs         |                       |
| 15   | Superprestige espoirs #8, Middelkerke                                      | CU   | Wout van Aert        | Telenet-Fidea         |
| 15   | Superprestige #8, Middelkerke                                              | C1   | Tom Meeusen          | Telenet-Fidea         |
| 16   | Boels Classic Internationale Cyclo-cross Heerlen, Heerlen                  | C1   | Mathieu van der Poel | BKCP-Powerplus        |
| 16   | G.P. Stad Eeklo, Eeklo                                                     | C2   | Tom Meeusen          | Telenet-Fidea         |
| 22   | Kleicross, Lebbeke                                                         | C2   | Sven Nys             | Crelan-AA Drink       |
| 23   | Trophée Banque Bpost juniors #4 - Internationale Sluitingsprijs, Oostmalle | CJ   | Yannick Peeters      |                       |
| 23   | Trophée Banque Bpost espoirs #8 - Internationale Sluitingsprijs, Oostmalle | CU   | Yorben Van Tichelt   | Sunweb-Napoleon Games |
| 23   | Trophée Banque Bpost #8 - Internationale Sluitingsprijs, Oostmalle         | C1   | Niels Albert         | BKCP-Powerplus        |

## Championnats nationaux (CN)
Différents champions de la saison 2013-2014
| Nation             | Date                               | Élites hommes            | Moins de 23 ans hommes | Juniors hommes        |
| ------------------ | ---------------------------------- | ------------------------ | ---------------------- | --------------------- |
| Allemagne          | 11-12 janvier 2014                 | Philipp Walsleben        | Felix Drumm            | Ludwig Cords          |
| Australie          |                                    | Allan Iacuone            |                        |                       |
| Autriche           | 12 janvier 2014                    | Daniel Geismayr          |                        | Moritz Zoister        |
| Belgique           | 11-12 janvier 2014                 | Sven Nys                 | Jens Adams             | Eli Iserbyt           |
| Canada             | 30 novembre 2013                   | Geoff Kabush             | Michael van den Ham    | Willem Boersma        |
| Croatie            | 12 janvier 2014                    | Bruno Radotić            |                        | Sandi Bažon           |
| Danemark           | 12 janvier 2014                    | Jonas Pedersen           |                        | Simon Lien Andreassen |
| Espagne            | 12 janvier 2014                    | Javier Ruiz de Larrinaga | Jonathan Lastra        | Raúl Fernández        |
| États-Unis         | 11-12 janvier 2014                 | Jeremy Powers            | Logan Owen             | Peter Goguen          |
| Finlande           | 20 octobre 2013                    | Samuel Pökälä            |                        |                       |
| France             | 11-12 janvier 2014                 | Francis Mourey           | Clément Venturini      | Sébastien Havot       |
| Grande-Bretagne    | 12 janvier 2014                    | Ian Field                | Grant Ferguson         | Thomas Craig          |
| Hongrie            | 11 janvier 2014                    | Gábor Fejes              | Balázs Rózsa           | Márton Dina           |
| Italie             | 12 janvier 2014                    | Marco Aurelio Fontana    | Gioele Bertolini       | Manuel Todaro         |
| Irlande            | 12 janvier 2014                    | Roger Aiken              | Matthew Adair          | Rory Maguire          |
| Japon              | 8 décembre 2013                    | Yu Takenouchi            |                        | Tadaaki Nakai         |
| Luxembourg         | 12 janvier 2014                    | Christian Helmig         | Massimo Morabito       | Ken Mueller           |
| Nouvelle-Zélande   |                                    |                          |                        |                       |
| Pays-Bas           | 12 janvier 2014                    | Lars van der Haar        | Mathieu van der Poel   | Joris Nieuwenhuis     |
| Pologne            | 12 janvier 2014                    | Marek Konwa              | Patryk Stosz           | Marceli Bogusławski   |
| Portugal           | 12 janvier 2014                    | Vitor Santos             | Favio Ribeiro          | João Pereira          |
| République-tchèque | 14 décembre 2013 - 11 janvier 2014 | Martin Bína              |                        | Adam Toupalik         |
| Roumanie           | 12 janvier 2014                    |                          |                        |                       |
| Serbie             |                                    |                          |                        |                       |
| Slovaquie          | 15 décembre 2013                   | Martin Haring            |                        | Juraj Bellan          |
| Suède              | 16 novembre 2013                   | Calle Friberg            | Martin Eriksson        | Lucas Eriksson        |
| Suisse             | 12 janvier 2014                    | Lukas Flückiger          | Lars Forster           | Johan Jacobs          |

## Records de victoires

### Par coureur
|    | Nom               | Tot. | Équipe                    | CDM/CM | C1 | C2/CN |
| -- | ----------------- | ---- | ------------------------- | ------ | -- | ----- |
| 1  | Sven Nys          | 17   | Crelan-Euphony            | -      | 12 | 5     |
| 2  | Jeremy Powers     | 13   | Rapha-Focus               | -      | 1  | 12    |
| 3  | Francis Mourey    | 12   | FDJ.fr                    | 1      | 1  | 10    |
| 4  | Niels Albert      | 9    | BKCP-Powerplus            | 2      | 4  | 3     |
| 5  | Timothy Johnson   | 7    | Cannondale-Cyclocross.com | -      | 3  | 4     |
| 6  | Lars van der Haar | 6    | Rabobank Development Team | 3      | -  | 3     |
| 7  | Tom Meeusen       | 5    | Telenet-Fidea             | 1      | 2  | 2     |
| 8  | Ryan Trebon       | 4    | Cannondale-Cyclocross.com | -      | 1  | 3     |
| -  | Yu Takenouchi     | 4    | Colba-Superano Ham        | -      | 1  | 3     |
| 10 | Raphaël Gagné     | 4    | Rocky Mountain Factory    | -      | -  | 4     |
| -  | Ben Berden        | 4    | Raleigh-Clement           | -      | -  | 4     |

### Par pays
|    | Pays            | Tot. | CDM/CM | C1 | C2 |
| -- | --------------- | ---- | ------ | -- | -- |
| 1  | Belgique        | 44   | 3      | 21 | 20 |
| 2  | États-Unis      | 34   | -      | 6  | 28 |
| 3  | France          | 12   | 1      | 1  | 10 |
| 4  | Tchéquie        | 10   | 1      | 1  | 8  |
| 5  | Pays-Bas        | 7    | 3      | 1  | 3  |
| 6  | Allemagne       | 5    | -      | 1  | 4  |
| 7  | Canada          | 5    | -      | -  | 5  |
|    | Grande-Bretagne | 5    | -      | -  | 5  |
| 9  | Espagne         | 4    | -      | -  | 4  |
| 10 | Slovaquie       | 3    | -      | -  | 3  |
|    | Suisse          | 3    | -      | -  | 3  |

### Par équipes
|    | Équipes                        | Tot. | CDM/CM | C1 | C2/CN |
| -- | ------------------------------ | ---- | ------ | -- | ----- |
| 1  | Crelan-Euphony                 | 17   | -      | 12 | 5     |
| 2  | Rapha-Focus                    | 14   | -      | 1  | 13    |
| 3  | BKCP-Powerplus                 | 13   | 2      | 6  | 5     |
| 4  | FDJ.fr                         | 12   | 1      | 1  | 10    |
| 5  | Cannondale-Cyclocrossworld.com | 11   | -      | 4  | 7     |
| 6  | Telenet-Fidea                  | 8    | 1      | 2  | 5     |
| 7  | Rabobank Development Team      | 6    | 3      | -  | 3     |
| 8  | Sunweb-Napoleon Games          | 6    | -      | 3  | 3     |
| 9  | ČEZ Cyklo Team Tábor           | 5    | -      | 1  | 4     |
| 10 | Colba-Superano Ham             | 4    | -      | 1  | 3     |